# Eivind Berggrav
Eivind Josef Berggrav (Stavanger, 24 oktober 1884 – Oslo, 14 januari 1959) was een Noorse geestelijke. Hij was als bisschop van de Kerk van Noorwegen tijdens de Tweede Wereldoorlog de leider en het gezicht van het kerkelijk verzet.

## Levensloop
Berggrav werd geboren als Eivind Jensen. Zijn vader Otto Jensen was leraar en priester in de plaatselijke parochie van de protestantse Kerk van Noorwegen. Ook was hij korte tijd minister voor Onderwijs en Kerkzaken. In het jaar voor zijn dood, in 1918, volgde de benoeming tot bisschop van Hamar. Jensen voegde in 1907 de achternaam van zijn grootmoeder van vaders zijde Berggrav toe aan zijn eigen achternaam: Jensen Berggrav. Een decennium laer paste hij het aan naar simpelweg Berggrav.
In lijn met de familietraditie studeerde Berggrav theologie aan de Universiteit van Kristiana. Na zijn afstuderen stond hij eerst tien jaar voor de klas. Ook begon hij te schrijven voor het blad Kerk en Cultuur, iets wat hij tot zijn dood bleef doen. Tijdens de Eerste Wereldoorlog schreef Berggrav als oorlogscorrespondent voor de grootste Noorse krant Morgenbladet .
Berggrav werd aan het begin van de jaren twintig parochiepriester in Hurdal. In dezelfde periode schreef hij een proefschrift en promoveerde daar in 1924 op. Daarna vervulde hij ook, naast de rol van parochiepriester, de functie van gevangenispredikant in Bosfengselet, de grootste gevangenis in Oslo. In 1928 werd Berggrav gekozen als bisschop in het Bisdom Hålogaland. Hij opende in deze periode een aantal kerken. Vanaf 1937 vervulde hij dezelfde functie in Oslo. Dit bisdom geldt informeel als het belangrijkste bisdom, hoewel er officiële geen verschil is in status is tussen de verschillende bisdommen. Van 1938 tot 1955 leidde Berggrav tevens het Noorse Bijbelgenootschap. Bergggav verwierf veel (internationale) bekendheid nadat hij in 1938 de begrafenis van koningin Maud leidde.
In aanloop naar de Tweede Wereldoorlog probeerde Berggrav samen met kroonprins Olav en anderen te bemiddelen tussen Duitsland en Engeland. Hij was geschokt door de Duitse invasie van Noorwegen. In eerste instantie riep hij de Noorse christenen op zich te onthouden van geweld en te weigeren "betrokken te raken in de oorlog door sabotage of welke andere manier dan ook". Nadat koning Haakon na tweeënzestig dagen vechten vertrok naar Engeland kwam Berggrav aan het hoofd de staan van de tijdelijke regeringsraad die Noorwegen probeerde te leiden. Op 25 september 1940 ontbonden de nazi's de regeringsraad voor een andere met Vidkun Quisling, leider van Nasjonal Samling, aan het hoofd.
Voor Berggrav was het steeds duidelijker dat de nazi's zich niet hielden aan hun belofte om de godsdienstvrijheid en andere vrijheden te waarborgen. Hij vormde daarom het Algemeen Christelijk Beraad, waar naast de zeven bisschoppen van de Kerk van Noorwegen ook tien vertegenwoordigers van andere kerken deel van uitmaakten.  Berggrav werkte daarin ook samen met verklaarde tegenstanders op het kerkelijk erf. In februari 1941 ging er een pastorale brief uit waarin de rechtenschendingen door de nazi-autoriteiten werden veroordeeld. Berggrav ontleende de oproep tot burgerlijke ongehoorzaamheid aan de leer van de twee koninkrijken.
De bisschoppen en de overgrote meerderheid van de geestelijken distantieerden zich met Pasen 1942 volledig van het regime en weigerden zich nog langer te zien als ambtenaren. Voor Berggrav volgde op 9 april 1942 arrestatie. Samen met vier lotgenoten uit het Algemeen Christelijk Beraad kwam hij terecht in het Noorse concentratiekamp Bredtvet. Quisling wilde dat Berggrav werd berecht, maar dit voedde alleen het verzet tegen de Duitse bezetter en hun Noorse handlager. Daarna volgde huisarrest in een hut in Akser, vijfentwintig kilometer ten noorden van Oslo. Met instemming van zijn bewakers verliet Berggrav soms de hut en ontmoette leden van de ondergrondse. Via brieven en koeriers bleef Berggrav richting geven aan het kerkelijk verzet. In de nacht van 16 op 17 april 1945 kon hij aan arrestatie ontsnappen.

### Eerbetoon
Na de oorlog ontving Berggrav van de Amerikaanse president Harry S. Truman de Medal of Freedom. Ook ontving hij de hoogste Noorse onderscheiding de Orde van Sint-Olaf. Berggrav kwam in 2005 op de negentiende plaats tijdens een verkiezing van Noor van de Eeuw door een televisieprogramma, waarbij vierhonderdduizend Noren hun stem uitbrachten.

## Persoonlijk
Berggrav was getrouwd met Kathrine Seip. Hun zoon Dag was een bekend sportbestuurder.